# قزل‌حاجیلی، گران‌بوی
قزل‌حاجیلی (به لاتین: Qızılhacılı) یک منطقه مسکونی در جمهوری آذربایجان است که در شهرستان گران‌بوی وقع شده است. قزل‌حاجیلی ۸۸۳۰ نفر جمعیت دارد.

## دین
در مسجد جامع این روستا یک هیئت مذهبی وجود دارد.